# Nebraska City
Nebraska City é uma cidade localizada no estado americano de Nebraska, no Condado de Otoe.

## Demografia
Segundo o censo americano de 2000, a sua população era de 7228 habitantes.
Em 2006, foi estimada uma população de 7137, um decréscimo de 91 (-1.3%).

## Geografia
De acordo com o United States Census Bureau, a localidade tem uma área de 11,5 km², sem área coberta por água. Nebraska City localiza-se a aproximadamente 300 m acima do nível do mar.

## Transportes
- Aeroporto Municipal da Cidade de Nebraska

## Localidades na vizinhança
O diagrama seguinte representa as localidades num raio de 20 km ao redor de Nebraska City.